# Енаннатум I
Енаннатум I — правитель (енсі) шумерської держави Лагаш. Його правління припадало приблизно на першу половину XXIV століття до н. е..
Про Енаннатума I відомо з одного з його власних написів на діоритовій ступці. Окрім того, Енаннатум згадується як батько наступного царя Ентемени у низці написів останнього.